# Грейт Истерн
«Грейт-Истерн» (англ. Great Eastern, до спуска на воду носил имя «Левиафан») — британский пароход, спроектированный Изамбардом Кингдомом Брюнелем и спущенный на воду в 1858 году. Предназначался для рейсов в Индию вокруг Африки без пополнения запасов топлива. Являлся крупнейшим в истории парусником и крупнейшим кораблём, построенным до XX века. Параметры, достигнутые «Грейт Истерном», были превзойдены лишь много десятилетий спустя:
- по длине (211 м) — «Океаником» (215 м, 1899),
- по валовой вместимости (18 915 брутто-регистровых тонн) — «Селтиком» (20 904 брт, 1901),
- по ширине (25,21 м) и водоизмещению (32 676 т) — «Лузитанией» (26,67 м, 44 767 т, 1907),
- по пассажировместимости (4000 чел.) — «Императором» («Беренгария», 1912).

Рекордным было и количество труб — изначально 5, затем сокращено, и размер гребных колёс.
Брюнель называл судно «Большое Дитя» («англ. Great Babe») и вложил в него остатки сил, средств и здоровья, во время первого плавания в 1859 году оно пострадало от взрыва на борту, чего Брюнель уже не перенёс и умер от удара. Прослужив несколько лет на трассе Европа — Северная Америка, «Грейт Истерн» стал кабелеукладчиком и в 1866 году проложил первый долговечный трансатлантический телеграфный кабель. После постройки специализированных кабелеукладчиков на приколе в Ливерпуле он был сначала мюзик-холлом, в последние годы — огромным биллбордом сети универмагов «Lewis's». В 1889 году разобран в лом в Мерсисайде.
Судно имело дурную славу из-за большого числа связанных с ним несчастных случаев. Постройка корабля имела большое значение для промышленности и науки того времени: она способствовала широкому распространению железного и стального судостроения, улучшению конструкций паровых машин и котлов, использованию новых подходов при проектировании корабельных конструкций.

## Конструкция

Профиль

Поперечный разрез через машинное отделение

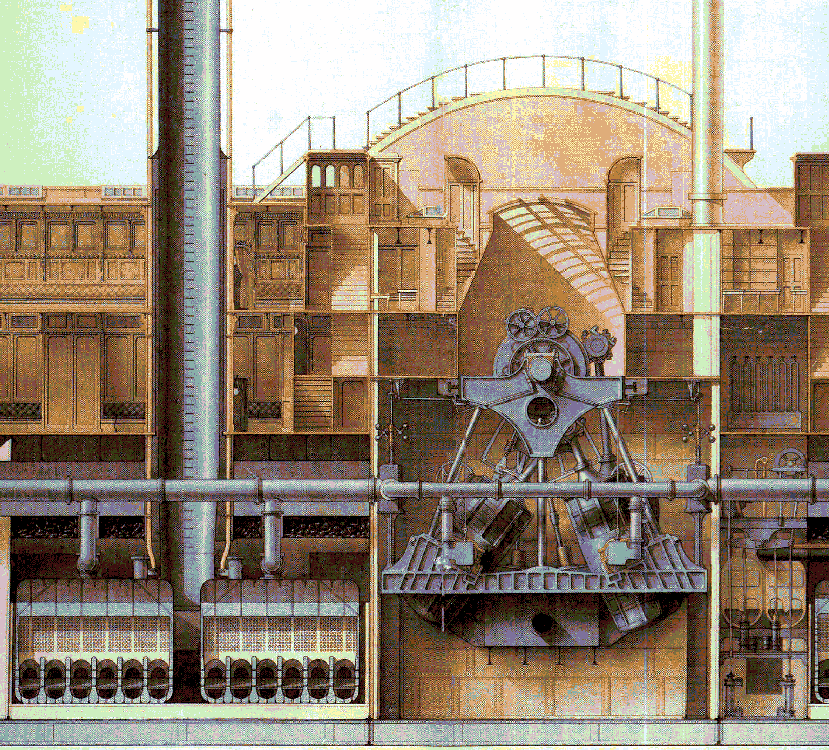
Продольный разрез через машинное отделение

### Компоновка
Носовую часть корабля (до второй мачты) занимали каюты, кубрики экипажа и служебные помещения. В трюме средней части находились двигатели и угольные бункеры, уголь хранился и на платформе, находящейся над котельным и машинным отделениями. Над ними и в кормовой части, сразу же за машинным отделением гребного винта, также были расположены каюты. Корабль мог вместить 4000 пассажиров, из них 800 — в каютах I класса, 2000 — II и 1200 — в каютах III класса, и 400 человек команды.

### Корпус
Корпус был цельнометаллический с двойной обшивкой из ¾-дюймового (19 мм) мягкого железа в листах размером 2 фута 10 дюймов (86 см), с рёбрами, расположенными через 5 футов 11 дюймов (1,8 м). По подсчётам было установлено свыше 3 млн заклёпок на ~30 тыс. листов массой ~300 кг каждый. Каждый лист вырезался по индивидуальному деревянному шаблону, после чего прокатывался в необходимую форму. Корпус был разделён двумя 107-метровыми продольными водонепроницаемыми переборками высотой 18 м, а вместе с поперечными переборками получилось 19 отсеков. Угольные ямы располагались вокруг 10 котлов и над ними.
Двойные дно и борта были применены впервые в истории кораблестроения, причём такая конструкция не использовалась после этого целое столетие. Для достижения прочности и непотопляемости столь длинного корабля набор корпуса был Брюнелем сделан впервые не поперечным, а продольным.

### Главная энергетическая установка
Судовая энергетическая установка, общая мощность которой оценивается в 8000 л. с. (6000 кВт), состояла из:
- четырёхцилиндровой, диаметром 84 дюйма (2130 мм)[3] паровой машины мощностью 4000 лошадиных сил (2900 кВт), работающей на винт, построенной фирмой «Джеймс Уатт и Ко.»;
- паровой машины с 4 качающимися цилиндрами диаметром 74 дюйма (1880 мм)[3] мощностью 3650 лошадиных сил (2680 кВт), работающей на гребные колёса, построенной фирмой «Скотт Рассел»;
- 10 котлов Уатта, дающих пар под давлением 1,6 атм.

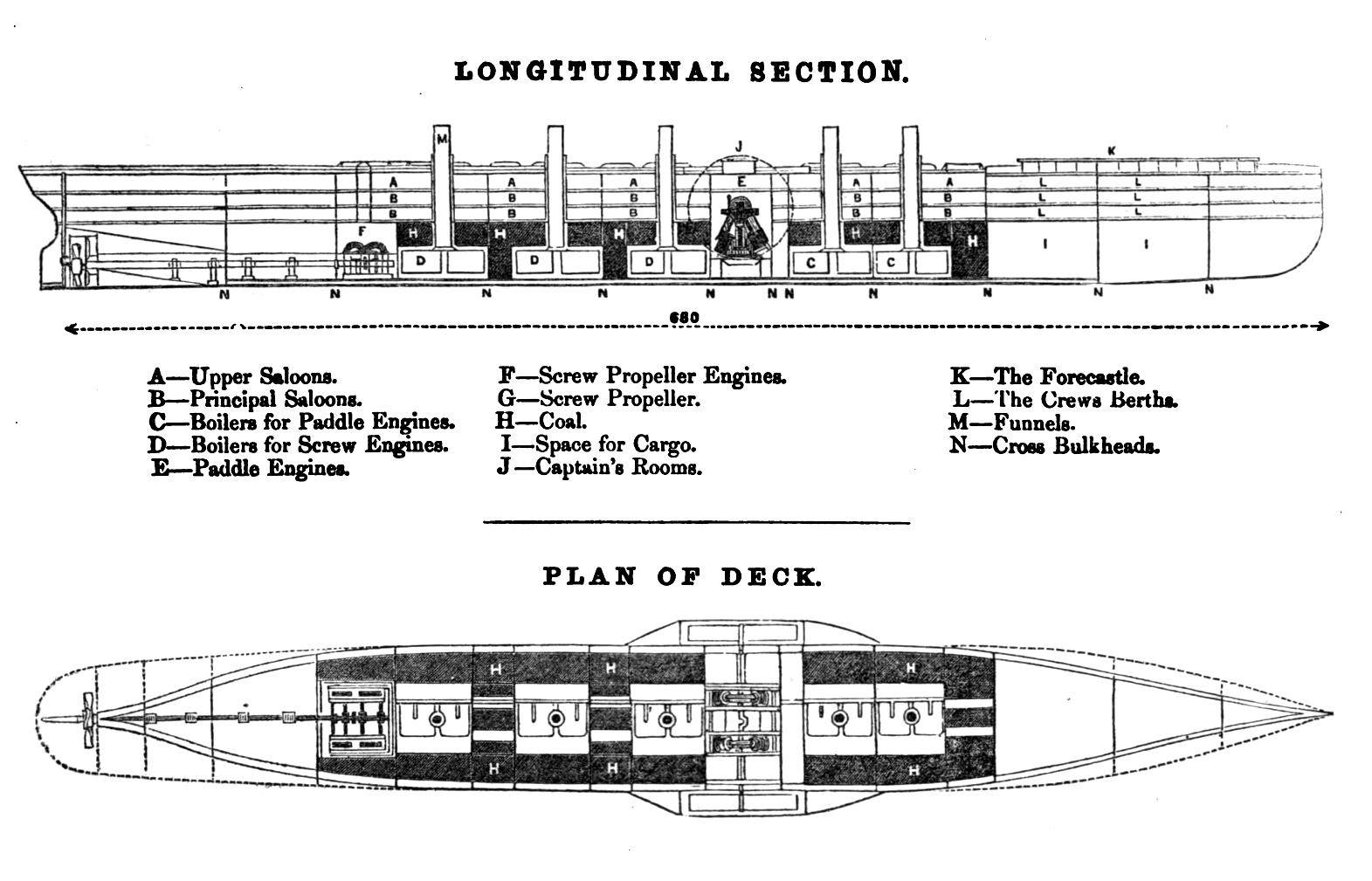
Общий план корпуса

Общая площадь колосниковой решётки составляла 200 м², поверхности нагрева — 4270 м². Каждые два котла имели общую топку и одну общую дымовую трубу, всего труб на «Грейт Истерне» было, таким образом, 5. Позже два котла были демонтированы, и число труб сокращено до четырёх (см. ниже). Среднее ежедневное потребление угля на самом полном ходу — 380 т. Угольные ямы могли вместить около 10 000 т.

### Движители
Гребные колёса имели диаметр 55 ф. 9 д. (17 м), четырёхлопастный винт — 24 фута (7,3 м). Наибольшая скорость составляла 13 уз (24 км/ч).
Номинальная скорость вращения винта — 39 об/мин, шаг 12 м, номинальная скорость вращения гребных колёс — 11 об/мин. На каждом колесе имелось 30 лопастей-плиц, размерами 3,9 м в ширину и 1 м в высоту.

### Парусное вооружение
Шесть мачт (считается, названных по дням недели от понедельника до субботы) несли 1686 м² парусов, 7 гафельных и до 9 прямых (обычно использовалось 4 прямых паруса). Парусное вооружение было по образцу топсельной шхуны: на каждой мачте главный парус гафельный, перед первой мачтой кливер, на 2-й и 3-й мачтах (Вторник и Среда) по три прямых паруса. Три прямых ставились также и на 4-ю мачту. Позднее часть прямых парусов была ликвидирована. По некоторым источникам парусность «Грейт Истерна» составляла 5435 м², чего очевидно много для упомянутых 7 гафельных и 9 прямых. Вообще это число лишь немного уступает парусности знаменитых винджаммеров типа «Пруссия», имевших по пять мачт и полное клиперное вооружение — тридцать прямых парусов и множество косых.
Все мачты, за исключением бизани, равно как и реи, были выполнены из железа. Высота мачт достигала 200 футов (61 м). Нижний рей имел длину 37 м, диаметр — 0,84 м, массу 16 т.
Корабль не мог идти под всеми парусами, одновременно используя паровые двигатели: жар из труб привёл бы к возгоранию ближайших парусов.

## Постройка и спуск на воду

### Замысел

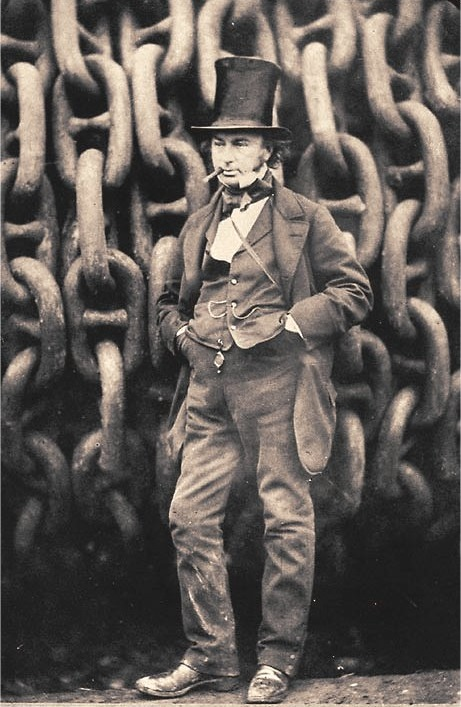
Знаменитая фотография Брюнеля перед цепями на барабане лебёдки, использованной для спуска «Грейт Истерна» (фот. Роберт Хоулетт)

После успеха кораблей Брюнеля «Грейт Вестерн» и «Грейт Бритн» на североамериканским направлении, конструктор обратил своё внимание на гораздо более длинные маршруты, рассматривая потенциал судна, которое смогло бы обойти вокруг света без пополнения запасов топлива. С количеством угля в 15 тыс. тонн «Грейт Истерн» мог бы совершить полукругосветное плавание без бункеровки, имея на борту такое количество пассажиров и груза, что газеты называли его «плавучим городом» и «„Хрустальным дворцом“ морей». Брюнель видел его монополизирующим торговлю с Азией и Австралией на регулярных рейсах в Тринкомали или на пятый континент.
Первый эскиз судна Брюнель сделал в дневнике 25 марта 1852 года, подписав: «Скажем, 600 футов × 65 футов × 30 футов» (180 м × 20 м × 9,1 м), каковые размеры по объёму в 6 раз превосходили любое бороздившее моря судно. Столь крупное судно должно было пользоваться эффектом экономии на масштабе, потому что тот же тоннаж, составленный из множества меньших единиц, потребовал бы больше членов экипажа. Несмотря на то, что сам Брюнель был на «Грейт Бритн» пионером крупномасштабного винтового судостроения, он не верил, что удастся изготовить винт и вал, способные в одиночку реализовать мощность, необходимую, чтобы привести в движение с необходимой скоростью столь крупное судно (впрочем, это же соображение относилось и к колёсной установке), но двухвинтовые суда были ещё лишь экспериментами, и для своего проекта конструктор выбрал комбинацию одного винта и гребных колёс, не считая парусов, игравших вспомогательную роль.
С опытным морским архитектором Джоном Скоттом Расселом Брюнель познакомился на Великой выставке, и теперь показал проект ему. Чтобы оценить реалистичность проекта, Скотт Рассел самостоятельно рассчитал водоизмещение (20 000 английских тонн) и счёл мощность силовой установки в 8500 лошадиных сил (6300 кВт) достижимой. Скотт Рассел предложил обратиться с проектом в «Восточную пароходную компанию» (англ. Eastern Steam Navigation Company), созданную в 1851 году для обслуживания линии Англия-Александрия-Суэц-Сидней. Суэцкий перешеек в то время приходилось пересекать по суше на верблюдах. Фирма Джеймса Уатта изготовит винт, профессор Чарлз Пьяцци Смит — навигационное оборудование, а сам Рассел построит корпус и гребные колёса. Вступив в партнёрство со Скоттом Расселом, Брюнель не знал о его финансовых затруднениях. Они нередко не соглашались в частностях проекта. Брюнель писал, что никогда ему не доводилось всходить на борт судна, которому он отдал всего себя, посвятил столько времени и сил, на которое возложил всю свою репутацию.

### Постройка

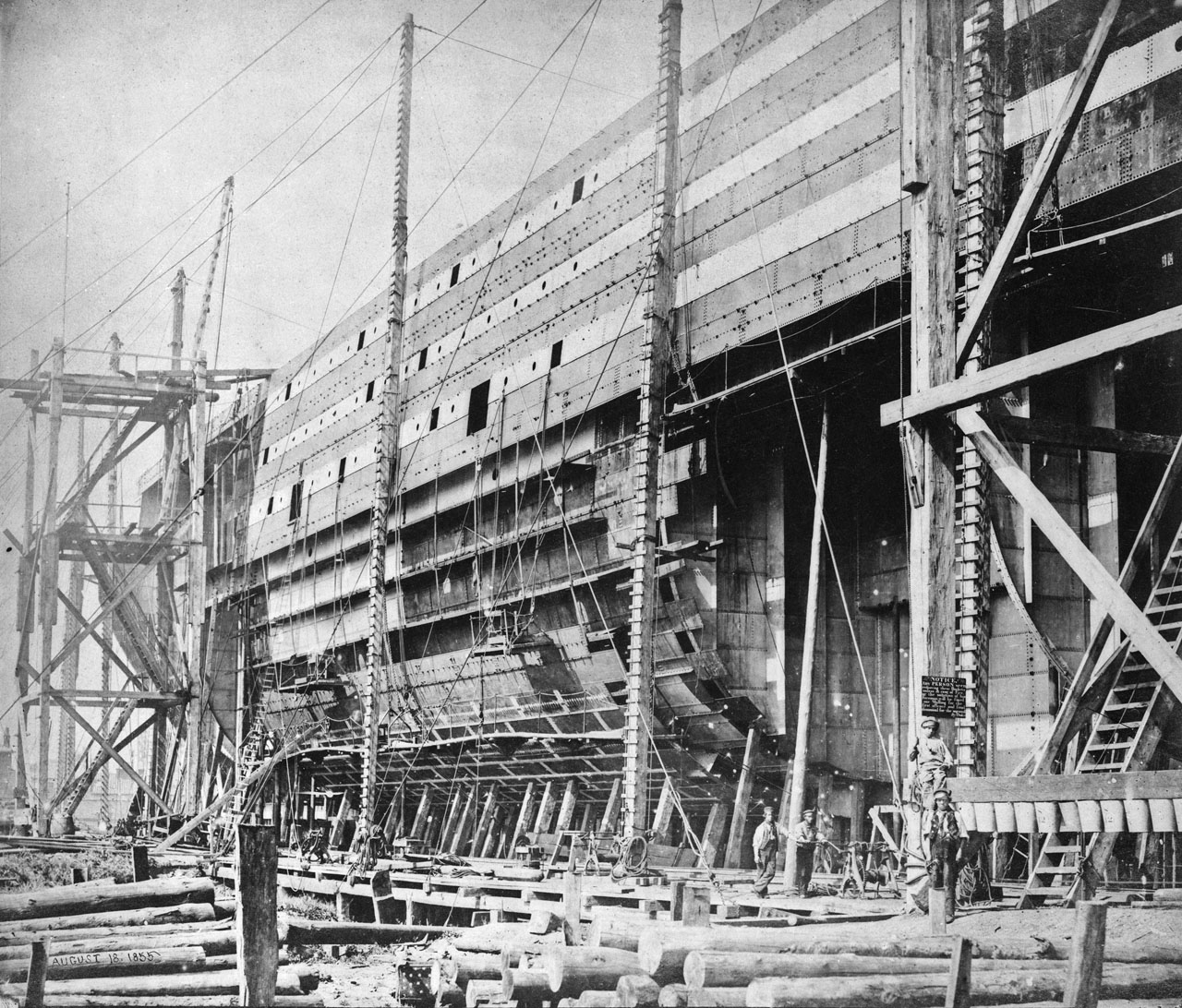
В процессе строительства, 18 августа 1855 года

Изготовителем корабля, названного «Левиафаном», стала верфь «Messrs Scott, Russel & Co. of Millwall», расположенная на Темзе (эллинг сделали на «Собачьем острове» недалеко от устья реки), заказчиком — «Восточная пароходная компания». Брюнелю удалось убедить финансистов вложить в проект 600 000 фунтов стерлингов (85 млн. фунтов при пересчёте на 2025 год).
Киль заложили 1 мая 1854 года. Размеры итогового проекта были 692 фута (211 м) в длину, 82 фута (25 м) в ширину, осадка порожняя — 20 футов (6,1 м), в грузу — 29 ф. 10 д. (9,1 м), водоизмещение — 32 000 британских тонн. Для сравнения, SS «Persia», спущенный на воду в 1856 году, был лишь 119 метров длиной и 14 метров шириной. Строительство и спуск обошлись так дорого, что «Восточная пароходная компания» разорилась, и недостроенное судно год ждало покупателя, которым стала «Большая восточная судоходная компания» (англ. Great Eastern Ship Company), для которой подошло название, ставшее в ряд с предыдущими судами Брюнеля («Грейт Вестерн» и «Грейт Бритн») — «Грейт Истерн» («Большая Восточная»). Ожидалось, что на линии «Саутгемптон—Нью-Йорк» судно принесёт больше прибыли, поэтому оснащение судна шло для Атлантики.
Постройка корпуса продолжалась 1000 дней с 1854 по 1857 годы. Масса корпуса при спуске ~11 тыс. тонн. Во время работ верфь посетили королева Виктория, её муж Альберт Саксен-Кобург-Готский, король Бельгии Леопольд I. В ходе строительства погибли 6 человек.

### Спуск

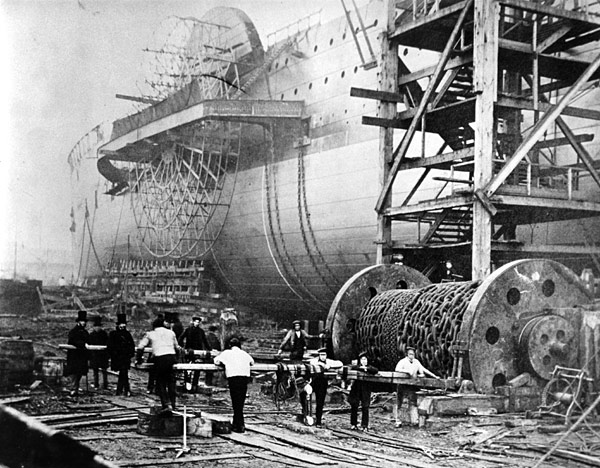
Грейт Истерн (Левиафан) перед спуском на воду

Спуск судна на воду был запланирован на 3 ноября 1857 года. Согласно одному источнику, судно массой 12 000 английских тонн должно было стать на тот момент самым тяжёлым объектом, приведённым в движение человеком. В назначенную дату собралась толпа, присутствовали граф Парижский, герцог Омаль и посол Сиама в Великобритании. Спуск не удался, судно застряло на рельсах, двое рабочих погибли, несколько были ранены, и с этого момента судно стало считаться неудачливым. Новый спуск Брюнель назначил в январе 1858 года на время прилива, надеясь на его помощь.
При подготовке ко второму спуску Брюнель и компания собирали все доступные цепи, домкраты, гидравлические цилиндры и паруса, частично по знакомым инженерам, но, по большей части, за деньги, которые лились рекой. Инженер Ричард Тангие основал с доходов собственное предприятие, заметив: «Мы запустили „Грейт Истерн“, а „Грейт Истерн“ запустил нас». Советы сыпались на Брюнеля со всех сторон, письма прислали капитаны пароходиков с Великих Озёр и даже один инсайдер, владевший информацией о воздвижении в XVIII веке «Медного всадника» с его постаментом из гранитного монолита лишь в полторы тысячи тонн. 30 января спуску помешал сильный ветер, но на следующее утро около 10 часов судно наконец оказалось на плаву.
Достройка на плаву продолжалась 8 месяцев и стоила 600 000 $. Инвесторы, уже потратившие около 6 000 000 $, беспокоились. Компания влезла в долги, и расходы стали рубить. С верфи Рассела корпус перегнали на другую, многие инвесторы требовали его продать. «Таймс» писала, что один из инвесторов предлагал продать судно королевскому военному флоту, потому что оно могло бы таранным ударом потопить любой военный корабль противника. Частично требования были удовлетворены: судно продали «Большой восточной компании» за 800 000 £, в результате чего инвесторы в «Восточной пароходной компании» потеряли около 3 000 000 $. По требованиям нового покупателя для использования в Атлантике запас топлива был сокращён, произведены и другие переделки. В августе 1859 года достройка завершилась роскошным банкетом, который посетили инженеры, акционеры, члены парламента, 5 графов и другие важные персоны. В начале сентября 1859 года «Грейт Истерн» отправился из дока в канал при большом стечении зрителей, но, выйдя из Гастингса, потерпел аварию: из-за того, что после гидравлических испытаний забыли открыть клапан, взорвался котёл, и погибло 5 человек. Тем не менее, судно проследовало в Холихед, хотя некоторые инвесторы требовали оставить его в Темзе и пускать за плату посетитилей. Успешно выдержав Великий шторм 1859 года в Ирландском море, «Грейт Истерн» зимовал в Саутгемптоне. В начале 1860 года компания-собственник из-за долгов продала судно за полцены, и совет директоров поменялся во второй раз.
Новый совет директоров выпустил акции на дополнительные 50 000 долларов, намереваясь заработать в том числе на показах судна в Америке. Для этого они возбудили конкуренцию между американскими и канадскими городами за право принимать «Грейт Истерн», и Портленд (с помощью «Grand Trunk Railroad») готов был заплатить за это право 125 000 $. В конце концов выиграл Нью-Йорк, который оперативно углубил акваторию вдоль верфи.

## Служба

### Пассажирское судно (1862—1864)
Первый трансатлантический рейс «Грейт Истерна» начался 17 июня 1860 года, на борту было 35 пассажиров, оплативших билеты, 8 пассажиров компании, не приносивших дохода, и 418 человек команды. Рейс прошёл благополучно, высокие мореходные качества его подтвердил небольшой шторм. Пароход прибыл в Нью-Йорк 28 июня, несколько повредив пристань. Его встречали с помпой, в присутствии десятков судов и десятков тысяч зрителей. Для подготовки к тысячам посетителей на палубе установили барьер, рассыпали песок, чтобы впитывать плевки, но дело не заладилось: цену билета в $1 сочли чрезмерной, в Нью-Йорке такие экскурсии обычно стоили квотер. В конце июля «Грейт Истерн» провёл для нескольких сот пассажиров морской круиз до Кейп-Мэй и в Олд-Пойнт (Вирджиния), который не обошёлся без неприятностей: прорыв трубы в провиантском складе практически уничтожил запасы пищи, к тому же рудиментарные санитарные удобства подвели. В некоторые каюты были проданы вторые билеты, из-за организационной путаницы разделялись семьи, а пятерых полицейских в штатском, которых отправили из Нью-Йорка ловить карманников, раскрыли и загнали в хлева для живой скотины. Сразу же прошла вторая экскурсия в Чесапикский залив. В Аннаполисе «Грейт Истерн» забункеровался пятью тысячами тонн угля, купленными у «Baltimore and Ohio Railroad», и провёл несколько дней, принимая несколько тысяч посетителей, в том числе президента Бьюкенена. С президентом обсуждалась возможность транспортировки хлопка из Саванны в Южных штатах на английские прядильни, но ничего не вышло.
Вместо запланированных $700 000 в Америке удалось выручить только $120 000 при дополнительных затратах $72 000, не считая ежедневных $5000 процентов по займам. Чтобы выручить ещё немного, в середине августа «Грейт Истерн» вышел со 100 пассажирами в Галифакс, и на подходе к порту персонал маяка выставил счёт, который взимался по тоннажу судов, что для гигантского «Грейт Истерна» составило $1750. Губернатор Галифакса отказался снизить сбор, и руководство компании, будучи в бешенстве, немедленно вернуло его в Англию, не взяв в Галифаксе ни пассажиров, ни экскурсантов.
Таким образом, первый трансатлантический вояж стал инженерным успехом и финансовой катастрофой, и собственники судна стали вновь думать, как сделать его прибыльным. Зимой 1860 года Скотт Рассел (который уже выиграл у владельцев $120 000) переделывал и ремонтировал «Грейт Истерн», который в ходе этой стоянки сорвался со швартовов и сломал бушприт HMS «Blenheim». В мае 1861 года судно вновь отправилось в Нью-Йорк, потому что Балтимор из-за разразившейся Гражданской войны в США стал небезопасен, и прибыло без особого внимания. Приняв 5000 английских тонн пшеницы в бочках и 194 пассажира, «Грейт Истерн» отправился 25 мая в Ливерпуль, совершив рутинный оборот. После этого рейса было объявлено, что «Грейт Истерн» повезёт в Канаду 2000 солдат для демонстрации силы начавшим быстро вооружаться Соединённым Штатам. После дооборудования, он отправился в Квебек с 2144 солдатами, 473 пассажирами и 122 лошадьми; согласно некоторым источникам, в этом рейсе было достигнуто наибольшее на тот момент количество людей на борту одного корабля (вместе с 400 членами экипажа). Рейс прошёл удачно, установив рекорд судна по скорости (8 д. 6 ч.), и в Квебеке разгрузка с рейда небольшими пароходиками заняла целых два дня. Британские офицеры высоко оценили судно, но после возвращения контракт с армией был расторгнут, и «Грейт Истерн» вернулся на пассажирские линии.
В сентябре 1861 года «Грейт Истерн» в двух днях от Ливерпуля был застигнут крупным ураганом и провёл в нём три дня. Паруса сорвало, гребные колёса повредило, руль свернуло на 200°, и винт выдрал из него немалые куски. Под руководством возвращавшегося из Австрии американского инженера Hamilton Towle удалось увести повреждённое судно в Ирландию, где его сначала не пустили в порт Квинстаун, боясь, что сильный ветер сорвёт покалеченного гиганта с якорей и понесёт на причал. Три дня спустя «Грейт Истерн» ввели в порт под буксиром HMS «Advice», попутно сорвав якорь американскому грузовику. Тем не менее, единственная смерть в этом рейсе произошла уже в порту от удара раскрутившимся в обратную сторону штурвалом. Ущерб от бури и упущенная выгода составили $300 000.
С конца 1861 по середину 1862 года «Грейт Истерн» совершал рутинные рейсы и участвовал в недолгих выставках. В июле 1862 года он даже принёс прибыль, доставив из Нью-Йорка в Ливерпуль 500 пассажиров и 8000 тонн продуктов за 11 дней и $225 000. Впрочем, как отмечают источники, поддерживать этот уровень было трудно, потому что владельцы судна делали упор на дорогих пассажиров первого и второго классов, не пользуясь ни возможностями перевозки множества иммигрантов в США, ни общим упадком американских клиперных грузоперевозок из-за гражданской войны.

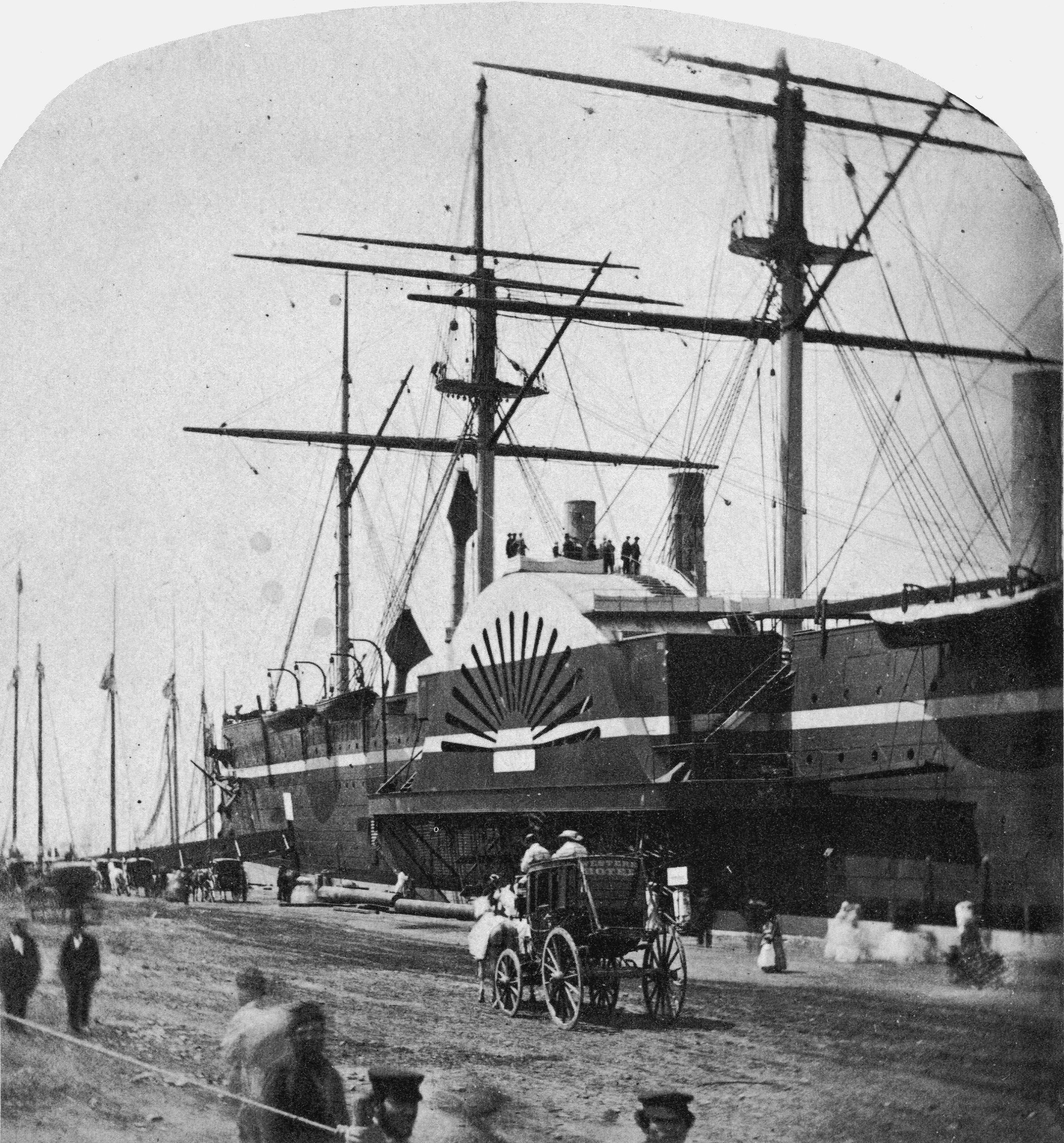
В Нью-Йорке, 1860 г.

Отправившись 17 августа 1862 года из Ливерпуля в Нью-Йорк, «Грейт Истерн» нёс 820 пассажиров и несколько тысяч тонн грузов, отчего осадка его составила 30 футов (9,1 м). Вечером 27 августа он достиг берега Нью-Йорка, и, опасаясь сесть на мель у Сэнди-Хук, капитан выбрал номинально подходящий курс через Лонг-Айлендский пролив. Около двух часов ночи он напоролся на не отмеченную на картах скалу (позднее так и названную Грейт-Истерн-рок) на глубине 26 футов (7,9 м) под водой. Эта острая скала пробила во внешней обшивке дыру размерами 9 футов (2,7 м)×83 фута (25 м), но прочный набор корпуса устоял, и внутренняя обшивка осталась цела. Команда подумала лишь, что натолкнулась на песчаную мель. Убедившись, что вода не поступает в корпус, команда продолжила путь. Лишь в порту был замечен небольшой крен на правый борт, по поводу чего отправлен водолаз, который через несколько дней определил истинные масштабы происшествия, тем более серьёзного, что для его исправления судно невозможно было бы ввести в сухой док — подходящего размера доков попросту не существовало. Пробоину заделали, построив у борта кессон, что обошлось в $350 000 и несколько месяцев задержки в Америке. В 1863 году «Грейт Истерн» совершил ещё один оборотный рейс и был отставлен из-за чрезмерных текущих расходов.

### Кабелеукладчик

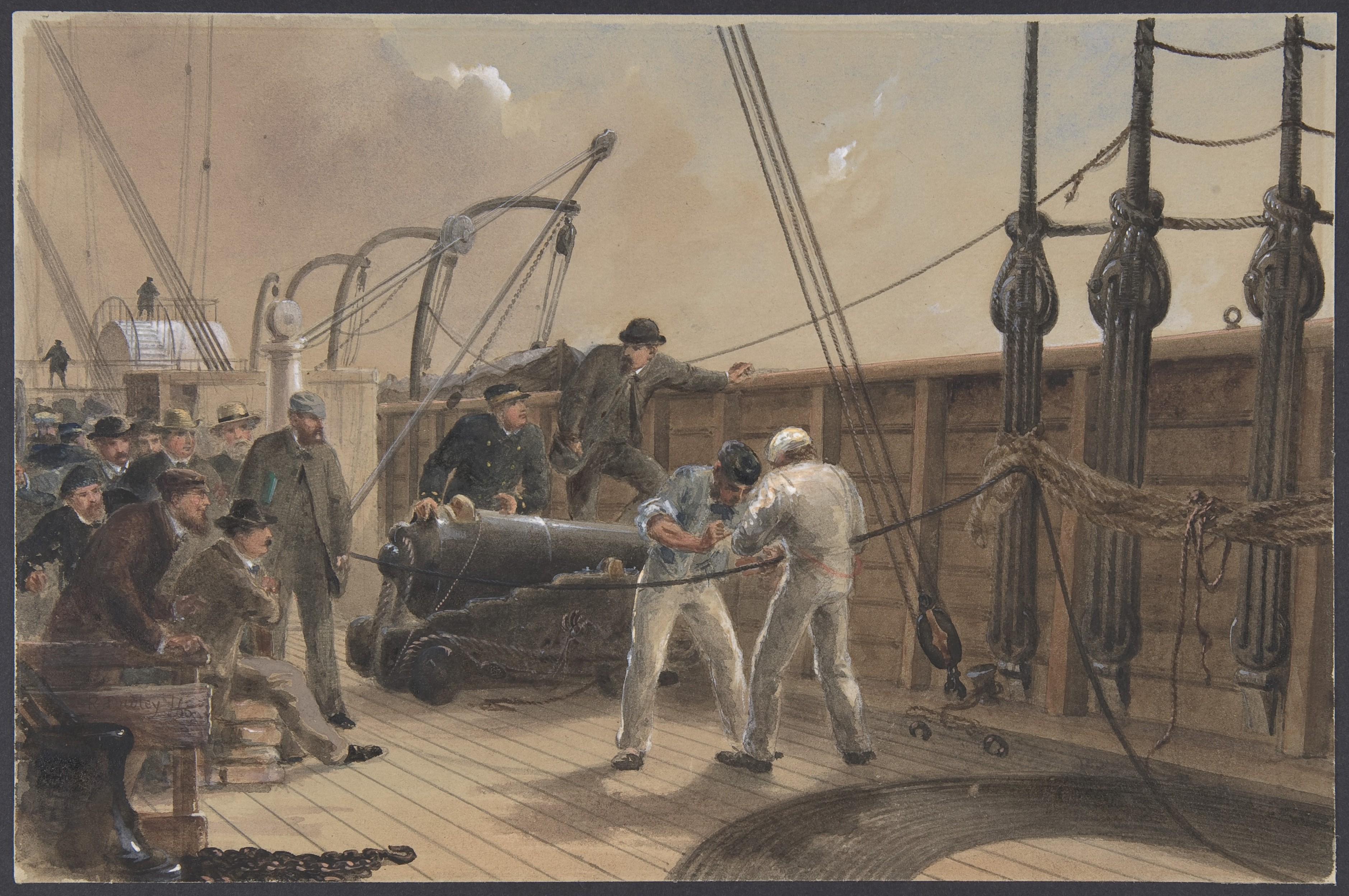
Сращивание кабеля на борту «Грейт Истерн». Рисунок Р. Ч. Дадли

В январе 1864 года объявлен аукцион по продаже «Грейт Истерна», на котором четверо членов совета директоров компании выкупили его за $125 000, выведя таким образом из активов компании, которую вслед за тем и обанкротили, разорив мелких акционеров. Судно же предложили американскому финансисту Сайрусу Уэсту Филду, который намеревался прокладывать подводные кабели. Собственники судна стали систематически предлагать его в качестве кабелеукладчика за долю в акциях кабельных компаний, чтобы, таким образом, в целом убыточный корабль нёс текущие расходы за чужой счёт и приносил доходы своим владельцам лично.
Для размещения дополнительного оборудования и бухт с кабелем сняли два котла. Первый трансатлантический телеграфный кабель был с большим трудом проложен в 1857—1858 кораблями «Агамемнон» и «Ниагара», однако уже через месяц после первой телеграммы, в сентябре 1858, связь по нему прекратилась. За следующие несколько лет было создано 75 более коротких подводных телеграфных линий, в том числе транссредиземноморская (1500 км).
В 1865 году произведена новая попытка прокладки трансатлантического кабеля, уже с использованием «Грейт Истерна». В случае успешной прокладки владельцы судна получали сумму $250 000 в акциях телеграфной компании. В мае 1865 года «Грейт Истерн» взял на борт кабель в Ширнессе, и, чтобы вместить 13 950 миль (25 835 км) кабеля, под объёмы для него было разобрано некоторое количество кают и салонов. В июле недалеко от острова Valentia Island началась прокладка со скоростью 6 узлов, и несколько недель шла успешно, но посреди Атлантики конец кабеля был упущен, и в 1866 году предпринята вторая попытка. Старший офицер судна Роберт Хэлпин сумел выловить упущенный конец, срастить кабель и довести его до Ньюфаундленда 27 июля 1866 года.
Хэлпин стал капитаном «Грейт Истерна» и продолжал прокладку кабелей. В начале 1869 года несколько кабелей было уложено близ Бреста, в том же году позднее судно переоборудовали для укладки в Индийском океане, что было оплачено правительством и индийскими банками, которые надеялись отказаться от ненадёжных сухопутных линий связи. В частности, во избежание перегрева кабеля в жарком климате, «Грейт Истерн» перекрасили в белый цвет. В декабре 1869 года он вышел из Англии и 83 дня спустя прибыл в Бомбей, где его размеры вызвали живой интерес. Билеты на осмотр судна продавались по 2 рупии, сбор разделён среди команды. Отбыв прежде начала муссона, «Грейт Истерн» проложил кабель в Аден, и второй из Адена на остров Джебель-эт-Таир, откуда другой укладчик подхватил кабель в Суэц и Александрию.
Суэцкий канал, открытый в 1869 году, серьёзно ударил по перспективам «Грейт Истерна», который не мог его пройти из-за своих размеров, и не мог больше даже теоретически соревноваться с кем-либо на восточном направлении, ходя вокруг мыса Доброй Надежды. Некий знаменитый арабский лоцман, правда, вызвался провести его через канал, но это не было осуществлено.
Всего в 1865—1874 «Грейт Истерн» проложил кабели общей длиной более 25 000 км.

#### «Грейт Истерн» во время Всемирной выставки
В 1867 в связи со Всемирной выставкой в Париже было организовано англо-французское Общество фрахтовщиков судна «Грейт Истерн», вновь временно переоборудовавшее его в трансатлантический пассажирский корабль. Тогда на нём рейс в Америку совершил Жюль Верн. Помимо перевозки пассажиров, крупнейшее судно мира также демонстрировалось во французских портах. По окончании выставки «Грейт Истерн» вновь стал кабелеукладчиком.

### Последние годы

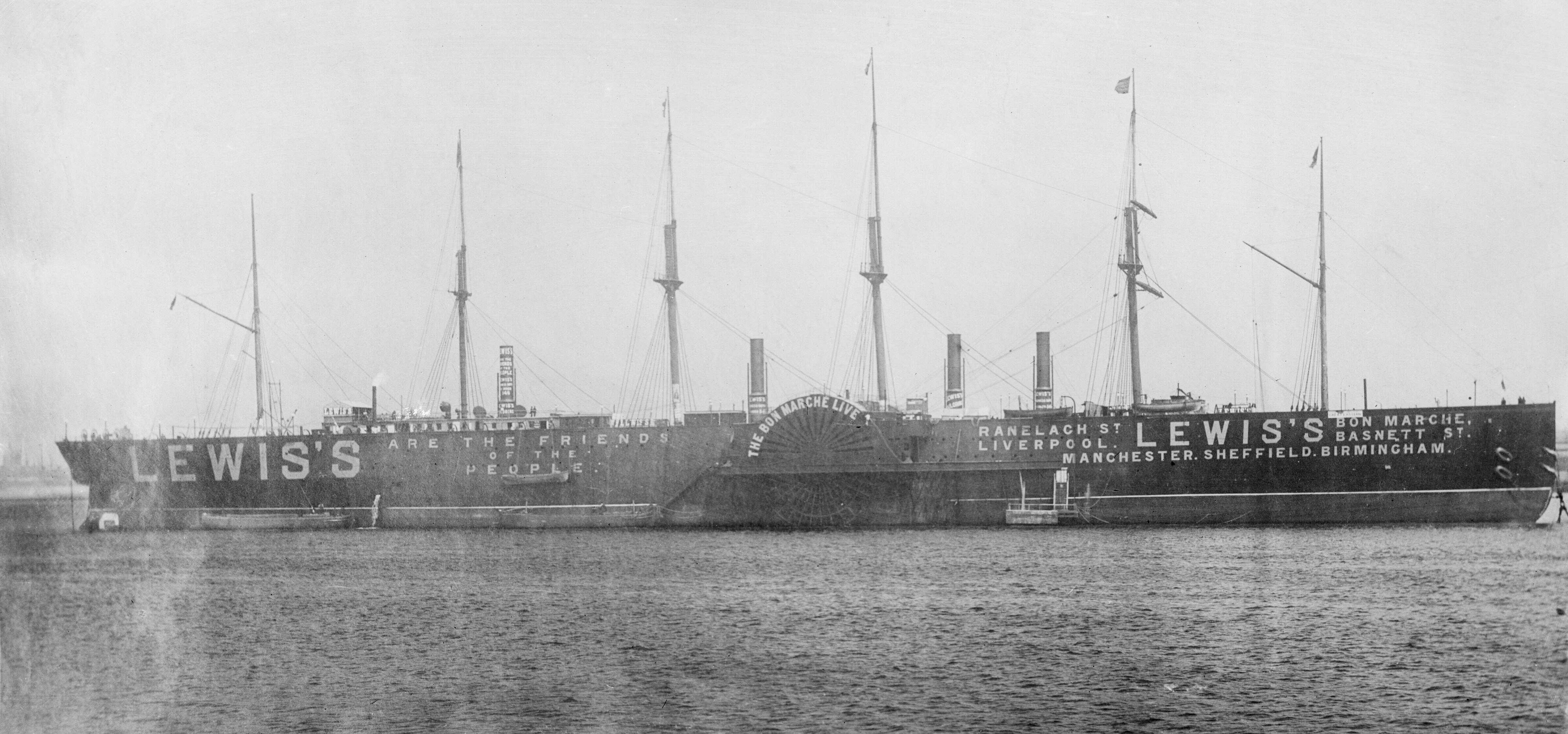
Плавучая реклама универмагов Lewis's, Ливерпуль, 1880-е

Конец карьеры «Грейт Истерна» как кабелеукладчика был несколько ускорен постройкой специального судна «Фарадей» в 1874 году. После этого гигант был вновь оборудован под пассажирские перевозки, которые вновь не имели коммерческого успеха. Некоторое время судно простояло в Милфорд-Харбор, раздражая руководство гавани, которое хотело построить на этом месте доки. Слухи ходили разные, в том числе, в пабах активно обсуждалась перспектива наполнить его порохом и взорвать. Впрочем, инженер Фредерик Эплби построил доки прямо рядом с судном, используя его как базу для забивки свай. На приколе в Милфорде «Грейт Истерн» простоял 11 лет. Один из первых морских натуралистов Генри Ли (наиболее известный скептическим отношением к матросским рассказам о морских чудовищах) тщательно исследовал корпус «Грейт Истерна», заключив, что на нём наросло тонн триста разных морских организмов. 4 ноября 1885 года «Грейт Истерн» был продан с аукциона в Ллойде по решению Канцлерского суда по начальной цене £10 000, до £26 200 поднял и выиграл лот городской торговец Mr Mattos.
Проданный и перепроданный, «Грейт Истерн» служил плавучим театром, концертным и гимнастическим залом, позднее — рекламой сети универмагов Lewis's, которая выкупила судно В 1886 году «Грейт Истерн» был отбуксирован в Ливерпуль на Международную выставку мореплавания, торговли и промышленности, в ходе чего столкнулся с буксиром – последним из десяти судов, которые он повредил или потопил. После выставки он вновь был продан некой компании для использования при подъёме кораблей, затонувших на небольшой глубине. Впрочем, один острослов предполагал, что «Грейт Истерн» поможет при прокладке Панамского канала — им будут с разгона долбить перешеек).

## Демонтаж

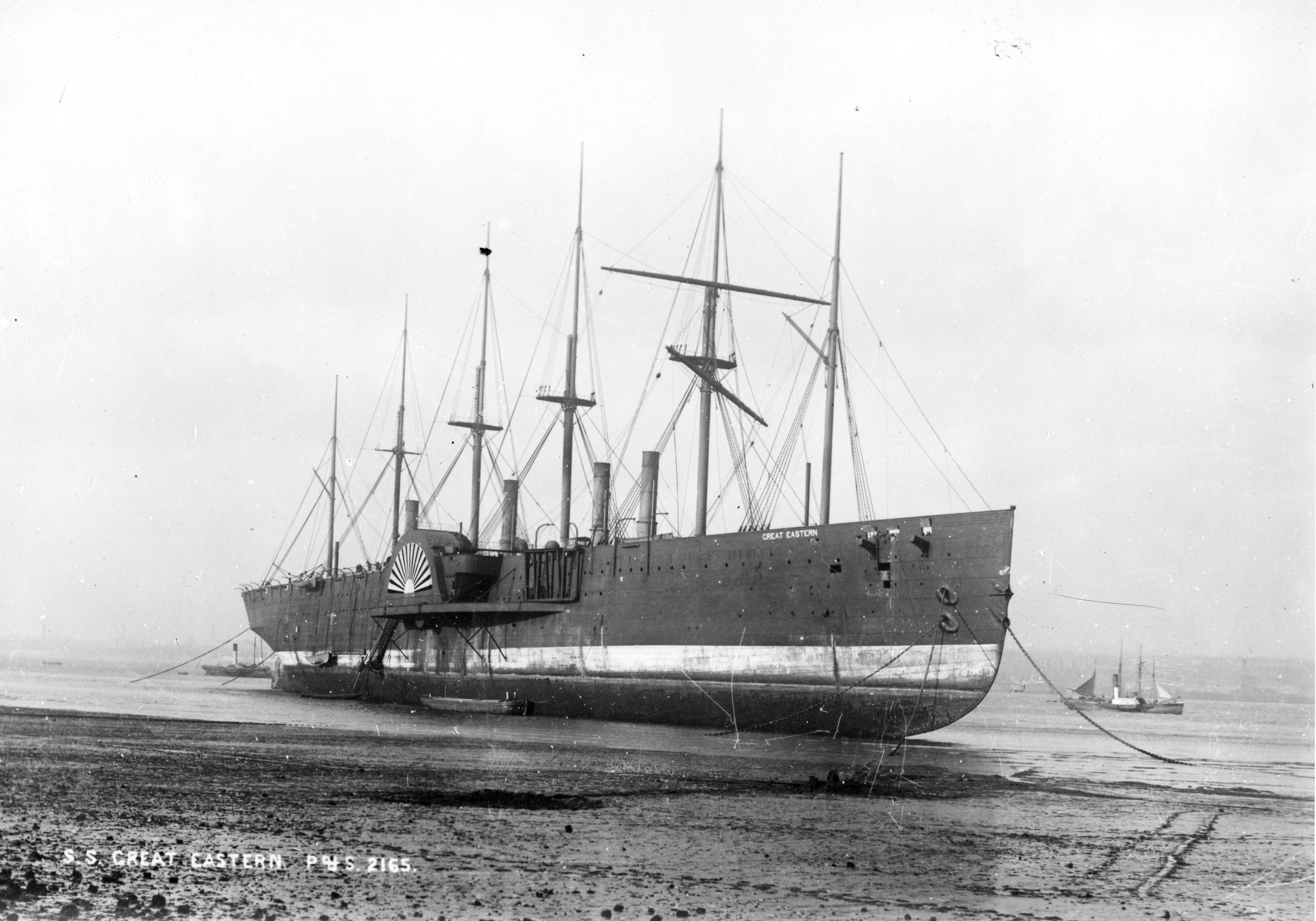
«Грейт Истерн» выброшен на берег на слом

В 1888 году «Грейт Истерн»  вновь был продан с аукциона за £16 000 — по цене металлолома. Элементы интерьера, лампы, предметы мебели, деревянные панели и другие небольшие части были приобретены членами команды, пассажирами. Одна компания использовала панели в отделке паба, богатая покупательница из Ланкашира приобрела рубку в качестве домика для детских игр.
Слом судна в 1889-90 годах произвела на реке Мерси компания «Henry Bath & Son Ltd», это был один из первых примеров использования чугунной бабы при сломе. Вся операция заняла 18 месяцев, потому что двойной корпус оказался очень крепким, и рабочие, которым платили за тонну металла, даже устроили забастовку.
Легенда о том, что при разборке судна между внешним и внутренним бортами нашли труп одного или нескольких рабочих, вероятно, возникла и распространилась ещё от членов команды, которые рассказывали о призраке клепальщика. Её удаётся проследить до работы историка Джеймса Дюгана, изданной в 1952 году, в которой он цитирует письмо капитана Дэвида Даффа (англ. David Duff), а все позднейшие источники ссылаются на Дюгана. Другие, как например биограф Брюнеля Том Ролт, отказываются в это верить, потому что такой случай непременно отразился бы в документах компании и привлёк бы внимание прессы, но легенда уже разошлась по сборникам морских историй о привидениях. Брайен Даннинг писал, что, хотя невозможно объективно ни доказать, ни опровергнуть эту историю, следует считать её легендой хотя бы потому, что в ходе многочисленных ремонтов судна ничего не было обнаружено.

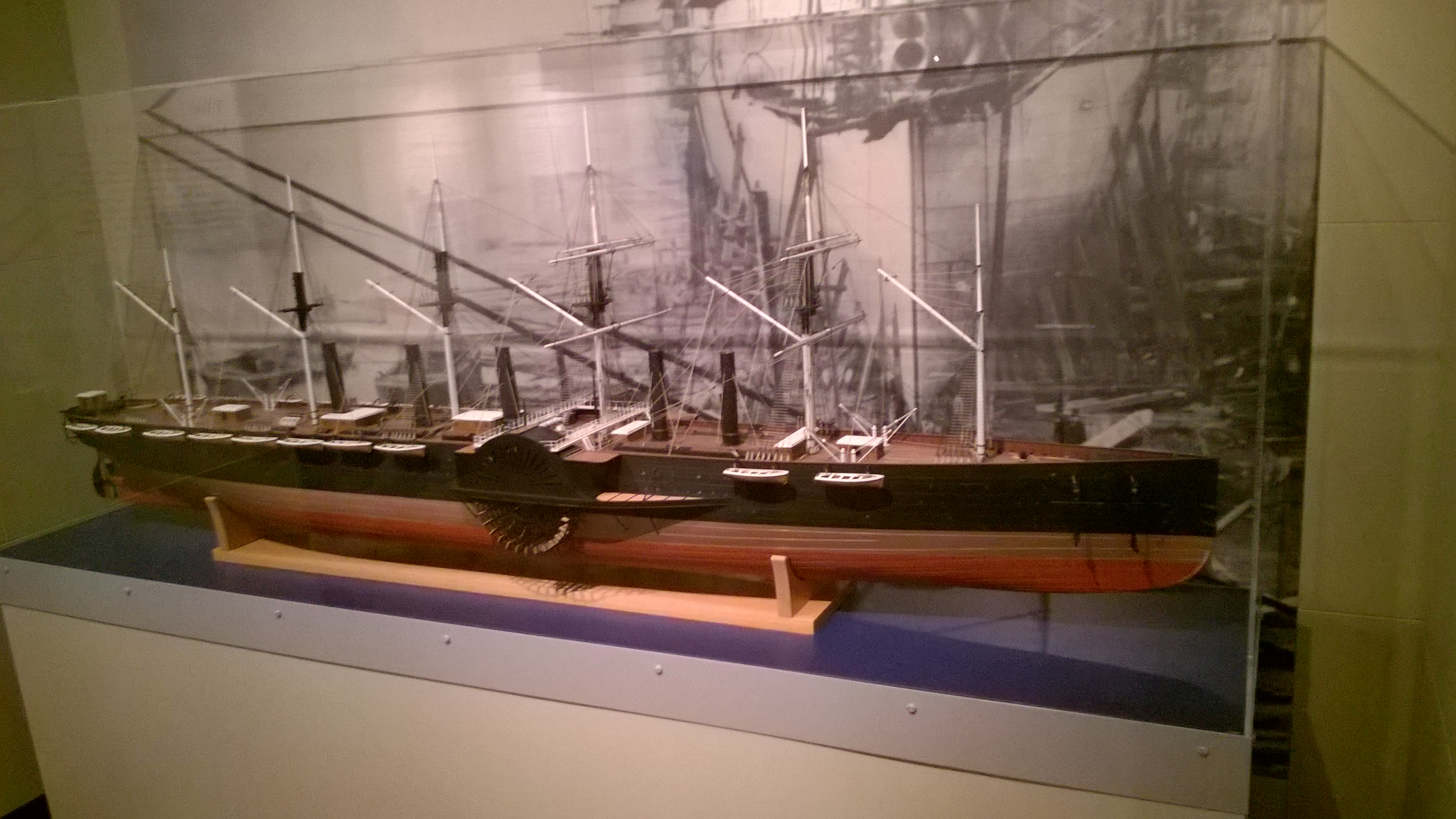
Модель «Грейт Истерна» в Museum of London Docklands

### Уцелевшие части
К моменту продажи судна на слом футбольный клуб «Эвертон» нуждался во флагштоке для стадиона «Энфилд», для чего купил верхнюю часть мачты, которая служит там до сих пор. В 2011 году по данным геофизического исследования заявлялось, что части киля и днища судна до сих пор лежат на пляже, где его ломали.
При взрыве котла в 1859 году затонула дымовая труба, которую впоследствии подняли и использовали в Дорсетской водопроводной компании как часть фильтрующей установки. Затем она попала в Бристольский морской музей и экспонируется рядом с другим созданием Брюнеля — лайнером «Грейт Бритн».
В октябре 2007 года в четырёх милях от Грейт-Истерн-рок нашли якорь весом в 6500 фунтов (2,9 тонны), который пытались атрибутировать «Грейт Истерну».

## В искусстве
- Жюль Верн побывал на «Грейт Истерне» в 1859 году, когда тот ещё только строился. В 1867 году он совершил на этом корабле путешествие из Ливерпуля в Северную Америку. Корабль послужил писателю источником вдохновения для романа «Плавающий город» (фр. Une ville flottante; 1871), где Верн его и начал писать.
- В романе «Шрам» Чайны Мьевиля фигурирует корабль «Grand Easterly», напоминающий «Грейт Истерн» размерами, неудачами в первых плаваниях и наличием как гребных колёс, так и винта.
- В романе «Левиафан» Бориса Акунина центральное место занимает огромный пассажирский пароход, по описанию очень похожий на «Грейт Истерн» (длина более 600 футов, две паровые машины, колёса и винт одновременно, 6 мачт с парусным вооружением и т. п.). Название корабля — «Левиафан» — совпадает с первым именем «Грейт Истерна». Впрочем, сам «Грейт Истерн» также упоминается в тексте как единственный корабль большего размера, чем «Левиафан».
- У английского певца Стинга есть в альбоме 2013 года The last ship песня «The Ballad of the Great Eastern», в которой рассказывается история постройки корабля и его спуска на воду. Песня, стилизованная под старинную балладу, содержит отсылку к легенде о двух покойниках — клепальщике и его сыне-подмастерье — замурованных в двойном корпусе судна. В конце песни утверждается, что автор проекта Изамбард Кингдом Брюнель продал душу дьяволу за завершение строительства судна. Не являясь строгим историческим документом, песня неплохо характеризует атмосферу при строительстве судна и отношение современников.
- Масштабная модель корабля стоит в кабинете адвоката Уорда в фильме «Седьмая жертва».

## Фотогалерея

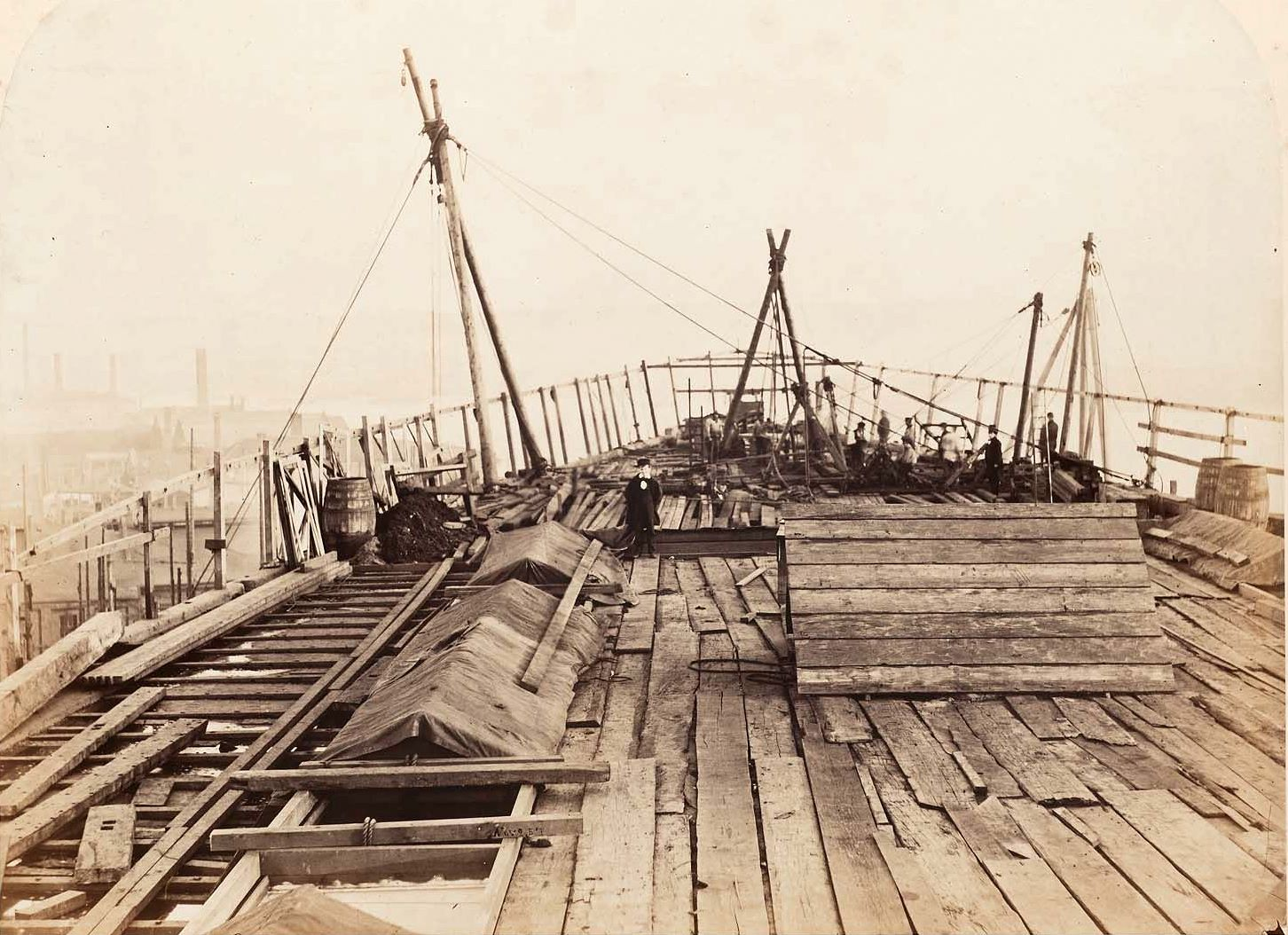
На палубе в ходе строительства, 1857
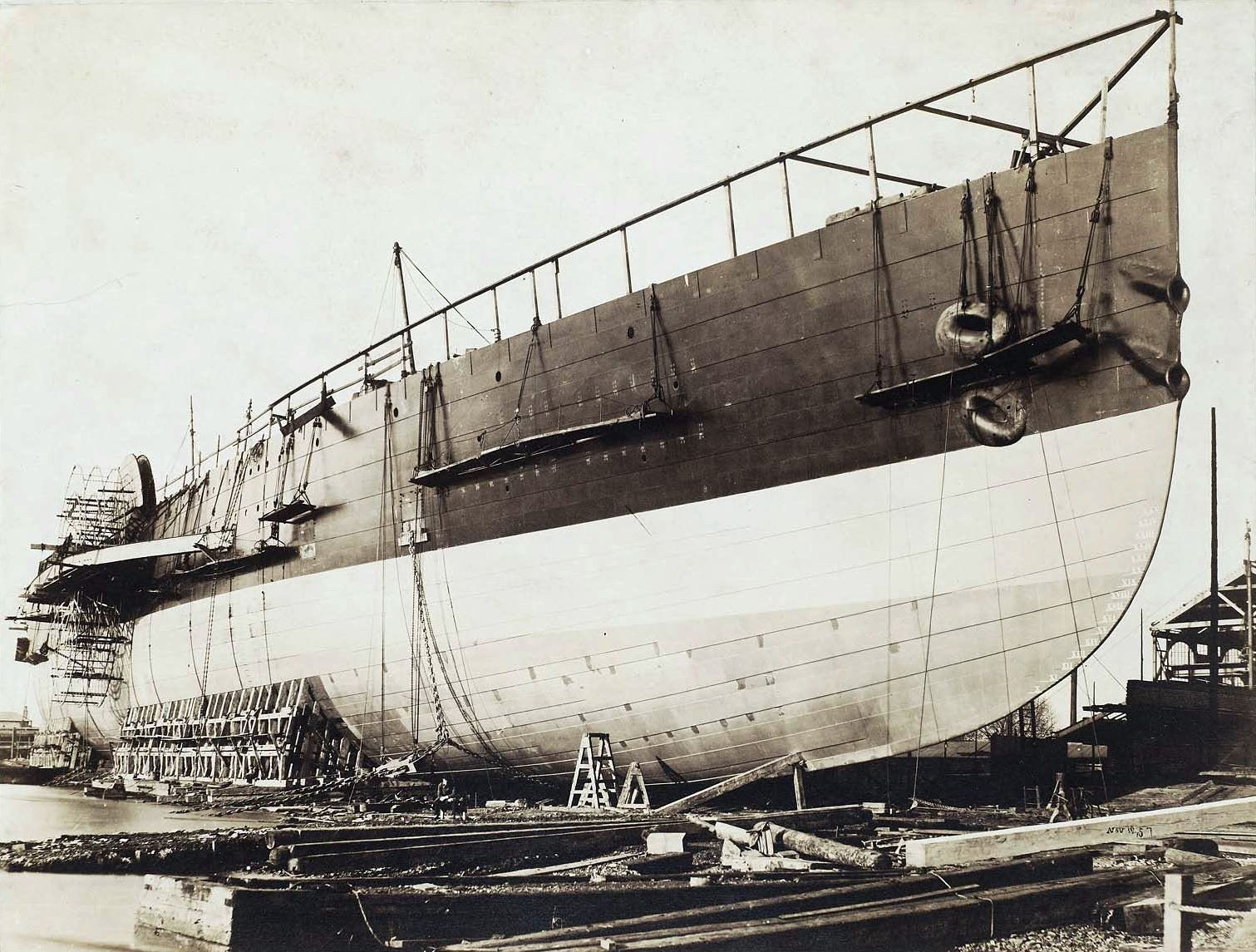
Строительство, 12 ноября 1857
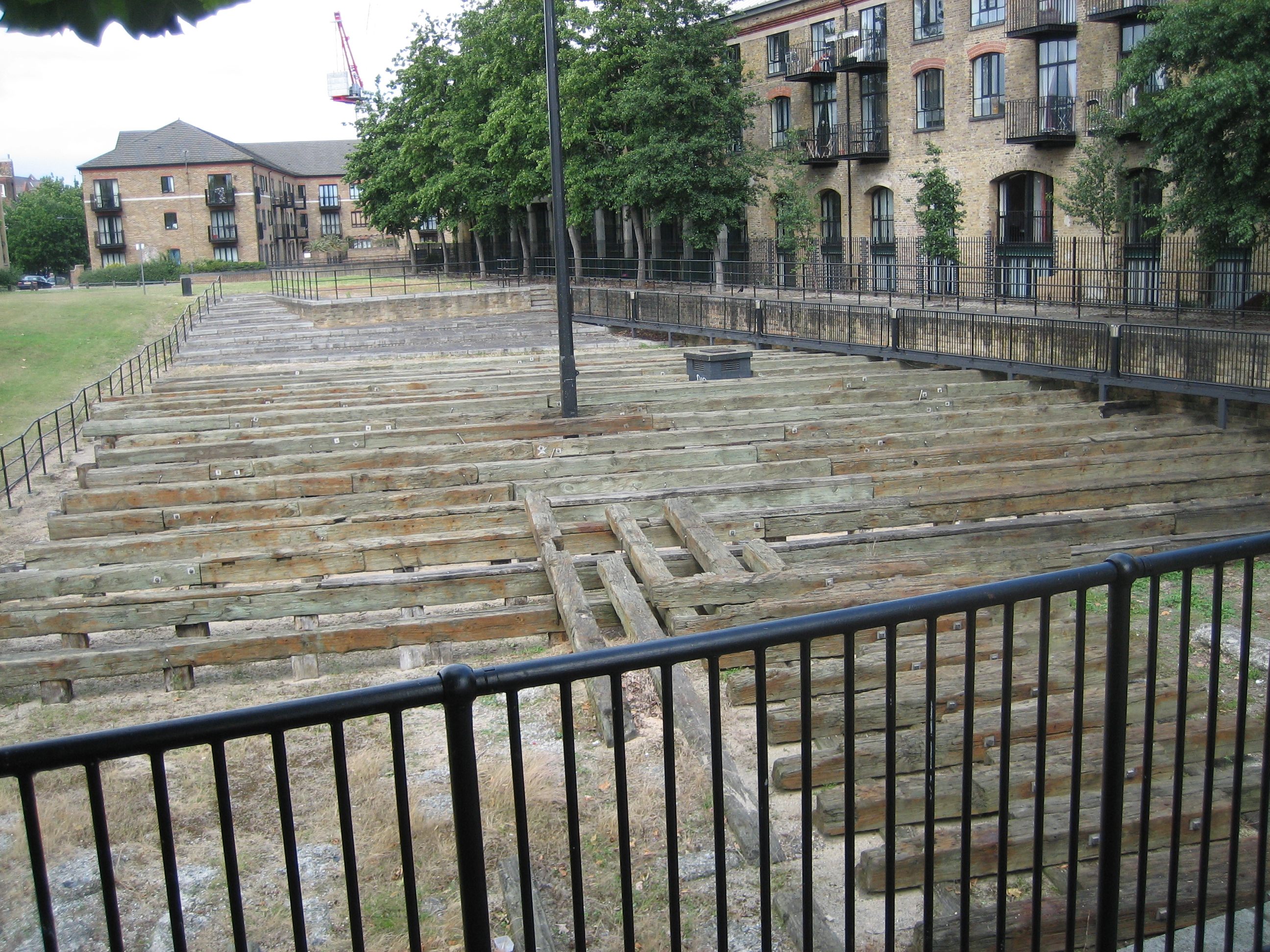
Слип, на котором построен «Грейт Истерн»
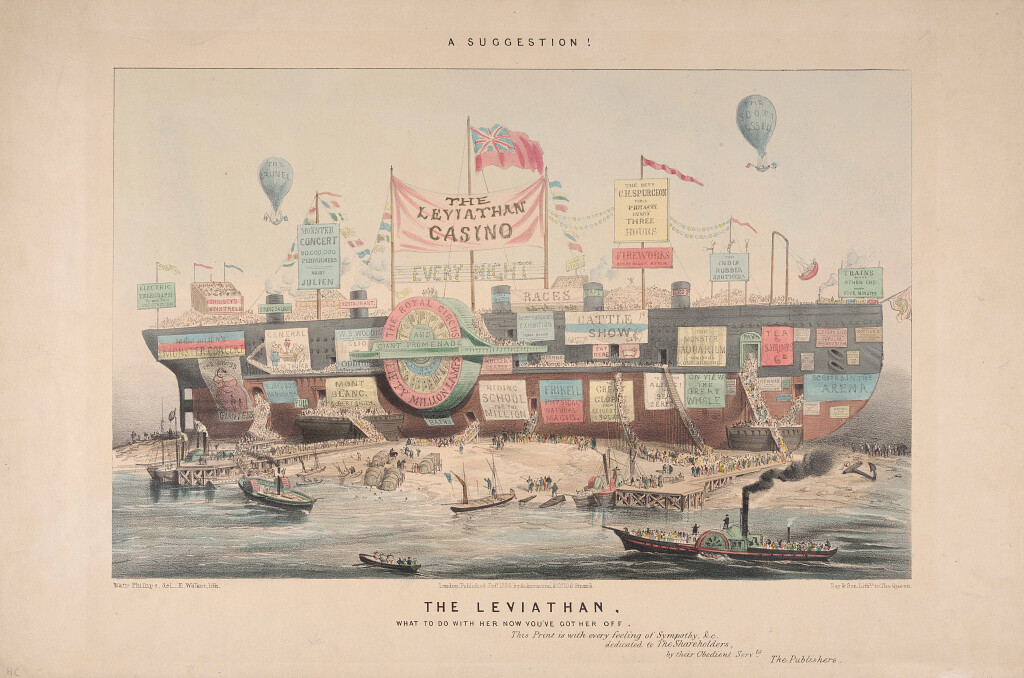
Листок, описывающий трудности спуска судна. The Mariners' Museum
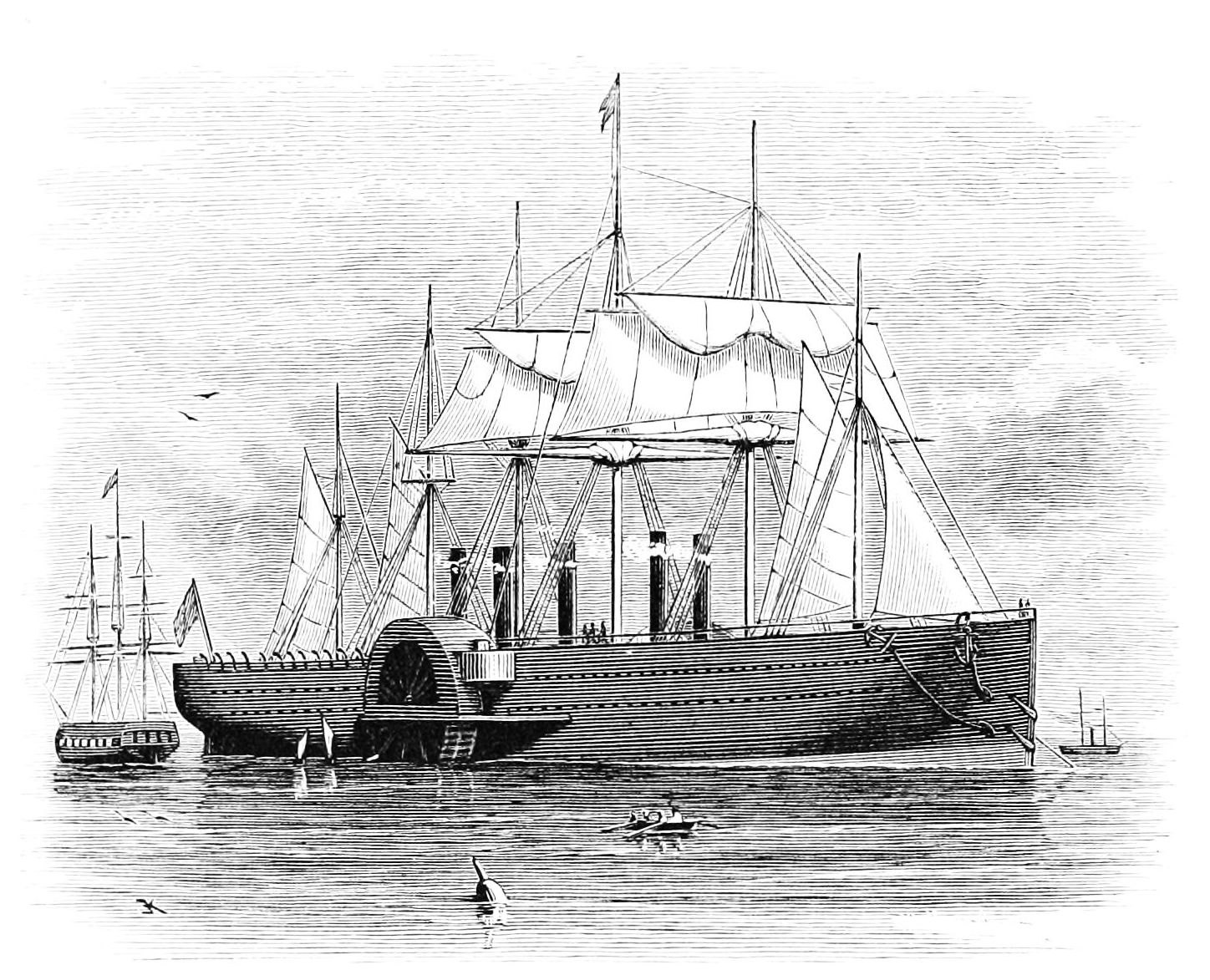
Журнальная иллюстрация, ок. 1877
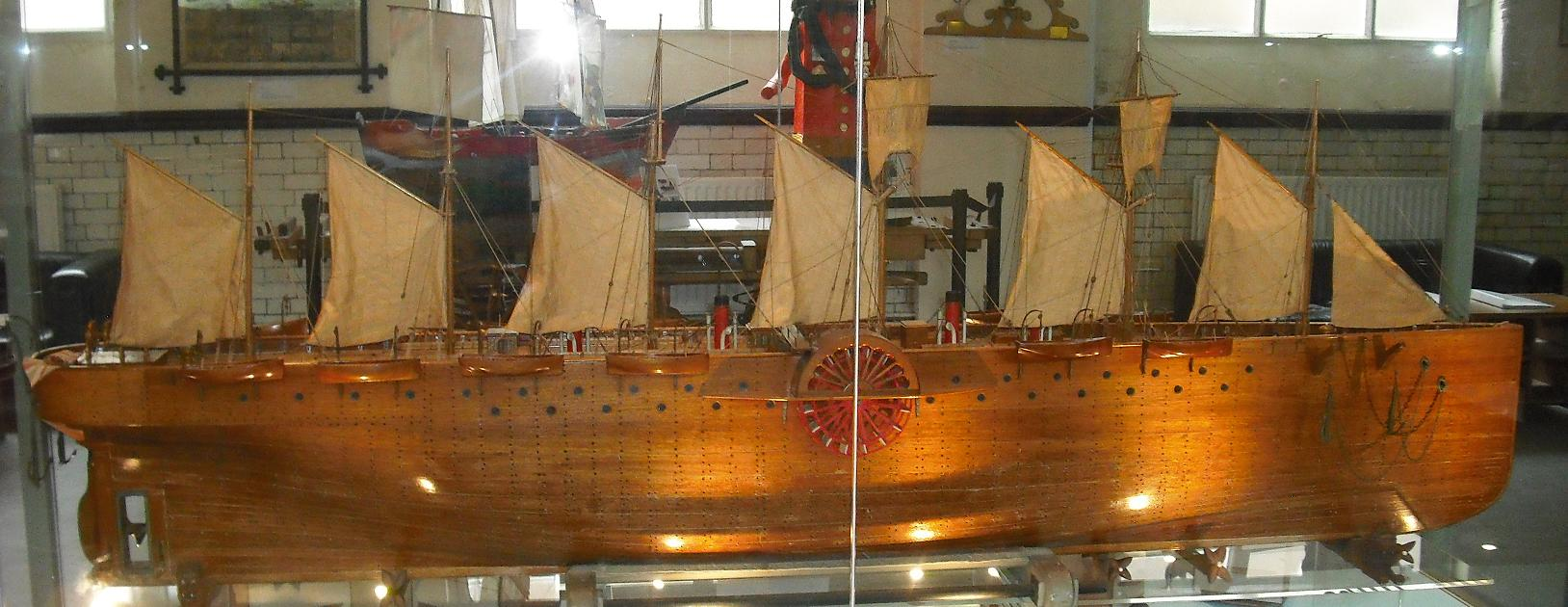
Модель
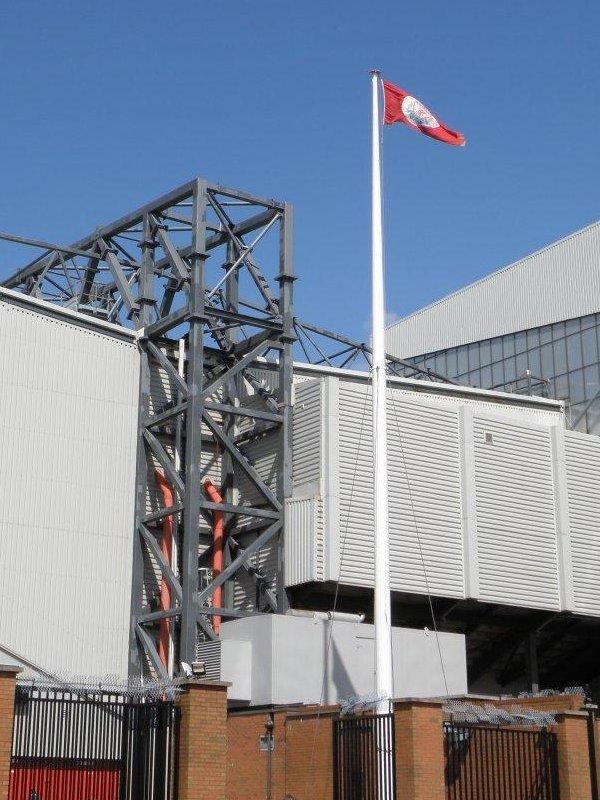
Верхушка мачты на стадионе «Энфилд» в качестве флагштока
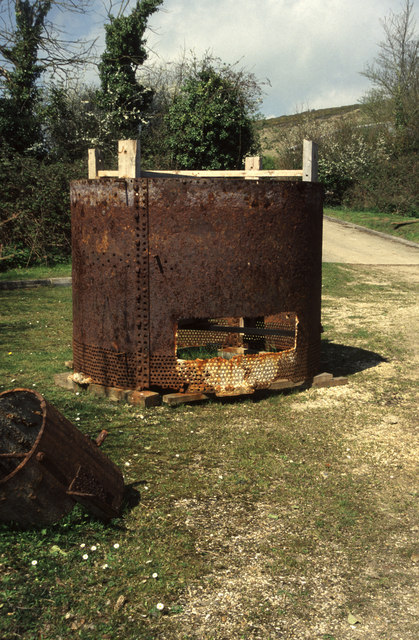
Часть дымовой трубы в музее «Грейт Бритн» в Бристоле